# Neuroleon aegaeus
Neuroleon aegaeus är en insektsart som beskrevs av Rainer Willmann 1977. Neuroleon aegaeus ingår i släktet Neuroleon och familjen myrlejonsländor. Inga underarter finns listade i Catalogue of Life.